# Teijo Joutsela
Teijo Joutsela (29 de agosto de 1912 – 15 de septiembre de  1999) fue un cantante, violinista y actor finlandés, conocido por ser miembro del grupo musical Kipparikvartetti y de la orquesta Humppa-Veikot.

## Biografía
Su nombre completo era Teijo Reino Joutsela, y nació en Helsinki, Finlandia. Ya de niño su padre le enseñaba música, iniciando su carrera musical tocando el violín a los 15 años de edad en un café. Se formó como violinista con la Orquesta Filarmónica de Helsinki, estudiando después en el Conservatorio de Helsinki bajo la dirección de Heikki Halonen. Sus primeros profesores de canto fueron Georg Wisén y Väinö Lehtinen. También recibió clases de violín impartidas por Heikki Kansanen y Erik Cronvall. Joutsela tenía un gran éxito como violinista, pero en un accidente ocurrido en 1938 se rompió el dedo índice de la mano izquierda, lo cual le hizo renunciar a su sueño de ser violinista clásico pero no le impidió dedicarse a la música de entretenimiento.
En los años 1930 Joutsela trabajó en el Teatro Sueco, donde colaboró con Franciszek de Godzinsky, padre de George de Godzinsky. Joutsela hizo sus primeras grabaciones discográficas como cantante de la orquesta Amarillo en 1932. El primer tema fue el vals de J.V. Heimo Helena. Joutsela actuó con Amarillo desde 1930 a 1935. Después grabó entre 1942 y 1943 con Yrjö Saarnio y su orquesta, pero la Segunda Guerra Mundial no permitió que las grabaciones se publicaran. Finalizada la contienda, Joutsela trabajó en el cine y estuvo varios años activo en el Teatro Iloinen, en Helsinki, y en el Punainen Mylly. En ambos teatros actuó en un total de 23 espectáculos de revista. 
En la década de 1950 trabajó en la radio, participando en emisiones de radioteatro en 1950-51. Además, en esos años fue uno de los cuatro miembros del nuevo grupo Kipparikvartetti. Uno de los artistas del cuarteto, Kauko Käyhkö, falleció en 1983, motivo por el cual terminó la trayectoria de Kipparikvartetti. Al mismo tiempo, a finales de los años 1950 empezó a cantar con la orquesta Humppa-Veikot, en la que fue solista hasta los primeros años de la década de 1980. En total, a lo largo de su carrera Joutsela participó en un total de 156 grabaciones discográficas.
Fuera de su actividad artística, en 1956 Joutsela adquirió una empresa textil en Helsinki, que bajo la dirección de su hijo Tauno obtuvo un notable éxito, siendo conocida con el nombre Joutsela-Muoti Oy.
Teijo Joutsela falleció en el año 1999 en Helsinki. 

## Discografía
- 1979 : Humupekka (Scandia SLP 673)
- 2000 : Vanhan kartanon kehräävä rukki (álbum)